# Omanipora
Omanipora is een monotypisch mosdiertjesgeslacht uit de familie van de Celleporidae en de orde Cheilostomatida. De wetenschappelijke naam ervan is in 2011 voor het eerst geldig gepubliceerd door Björn Berning en Andrew N. Ostrovsky.

## Soort
- Omanipora pilleri Berning & Ostrovsky, 2011